# Subhash Kak
Subhash Kak (Srinagar, 1947) è uno scrittore indiano.
È docente e capo del Dipartimento di Informatica presso l'Oklahoma State University di Stillwater. È noto soprattutto per i suoi contributi alla storia e alla filosofia della scienza e per i suoi studi indiani.

## Biografia
Nato a Srinagar, Kashmir, ha completato il suo dottorato di ricerca in Ingegneria Elettronica Indian Institute of Technology di Delhi. Durante il 1979-2007, ha insegnato presso la Louisiana State University, Baton Rouge, dove più di recente è divenut Donald C. e T. Elaine Delaune Distinguished Professor of Electrical and Computer Engineering. La sua ricerca si è svolta nel campo della teoria dell'informazione, le reti neurali, e l'informazione quantistica; ha anche scritto sulla storia della scienza indiana e sull'arte. Questo lavoro, nonché una risoluzione del paradosso dei gemelli della teoria della relatività ha ricevuto una notevole attenzione nella stampa popolare.
Il suo lavoro è stato presentato nei media popolari tra i canali Discovery e Storia, PBS, olandese OHM TV pubblica, e più recentemente in un documentario sulla musica (www.ragaunveiled.com). Ha scritto di filosofia della mente mostrando come la ricorsività svolge un ruolo fondamentale nell'arte, nella musica e l'estetica. È autore di 12 libri di cui il più recente è "Il Sutra Prajna: Aforismi di intuizione.", ed è anche autore di sei libri di versi; alcuni suoi libri sono stati tradotti in francese, tedesco, italiano, spagnolo, coreano e il serbo. L'illustre studioso indiano Govind Chandra Pande ha paragonato la sua poesia a quella di William Wordsworth.
Tra i suoi riconoscimenti figurano British Council Fellow (1976), Accademia delle Scienze Medaglia del Indian National Science Academy (1977), Kothari Prize (1977), l'UNESCO Tokten Award (1986), Goyal Prize (1998), National Fellow dell'Istituto indiano di Advanced Study (2001), e Alumnus Illustri di Delhi IIT (2002).